# Asobara subdentata
Asobara subdentata är en stekelart som först beskrevs av Granger 1949.  Asobara subdentata ingår i släktet Asobara och familjen bracksteklar. Inga underarter finns listade.